# Berwyn Jones
Berwyn Jones (Reino Unido, 13 de febrero de 1940-12 de enero de 2007) fue un atleta británico especializado en la prueba de 4 x 100 m, en la que consiguió ser medallista de bronce europeo en 1962.

## Carrera deportiva
En el Campeonato Europeo de Atletismo de 1962 ganó la medalla de bronce en los relevos de 4 x 100 metros, con un tiempo de 39.8 segundos, llegando a meta tras Alemania del Oeste (oro con 39.5 segundos que fue récord de los campeonatos) y Polonia (plata).